# Auguste Isaac (1853-1913)
Cet article concerne un député de la Guadeloupe. Pour le député du Rhône, voir Auguste Isaac (député du Rhône). Pour les autres personnes homonymes, voir Isaac (homonymie).
Auguste Isaac est un homme politique français, né le 11 mars 1853 à Pointe-à-Pitre, mort le 1er juillet 1913 à Bèze. Il est député de la 2e circonscription de la Guadeloupe du 3 septembre 1893 au 22 mai 1898.

## Biographie
Martyr Louis Auguste Isaac naît à Pointe-à-Pitre en 1853, où ses parents sont commerçants. Après être devenu bachelier ès lettres et ès sciences, il entreprend des études à l'École de médecine navale de Rochefort, qu'il doit abandonner en 1874, pour cause de difficultés pécuniaires de ses parents. Il obtient un poste administratif dans l'administration des affaires indigènes au ministère de la Marine et des Colonies, mais, ne supportant pas le climat de la Cochinchine où il est affecté, il rentre en Guadeloupe. Il devient rédacteur au journal Le Progrès.
Le 9 février 1879, Auguste Isaac est élu conseiller général du canton de Capesterre-Belle-Eau. Il se présente aux élections législatives en 1885 où il arrive 3e au premier et au second tour, puis à celles de 1889, où il est également battu. Il devient député de la 2e circonscription de la Guadeloupe lors des élections législatives françaises de 1893 : en tête au premier tour avec 3 934 voix devant Hégésippe Légitimus qui en obtient 3 008, il l'emporte au second tour devant ce dernier par 5 788 voix contre 4 378. Il démissionne alors de son poste de conseiller général. Candidat aux législatives de 1898 puis celles de 1902, il est battu, respectivement par Légitimus (388 voix contre 5 835) et Gérault-Richard (4 720 voix contre 6 472).